# Dermot Kennedy/Diskografie
Diese Diskografie ist eine Übersicht über die musikalischen Werke des irischen Singer-Songwriters Dermot Kennedy. Den Schallplattenauszeichnungen zufolge hat er bisher mehr als 13,5 Millionen Tonträger verkauft. Seine erfolgreichste Veröffentlichung ist die Single Paradise mit über 3,1 Millionen verkauften Einheiten.

## Alben

### Studioalben
| Jahr | Titel Musiklabel                                                    | Höchstplatzierung, Gesamtwochen, AuszeichnungChartplatzierungen (Jahr, Titel, Musiklabel, Platzierungen, Wochen, Auszeichnungen, Anmerkungen) | Höchstplatzierung, Gesamtwochen, AuszeichnungChartplatzierungen (Jahr, Titel, Musiklabel, Platzierungen, Wochen, Auszeichnungen, Anmerkungen) | Höchstplatzierung, Gesamtwochen, AuszeichnungChartplatzierungen (Jahr, Titel, Musiklabel, Platzierungen, Wochen, Auszeichnungen, Anmerkungen) | Höchstplatzierung, Gesamtwochen, AuszeichnungChartplatzierungen (Jahr, Titel, Musiklabel, Platzierungen, Wochen, Auszeichnungen, Anmerkungen) | Höchstplatzierung, Gesamtwochen, AuszeichnungChartplatzierungen (Jahr, Titel, Musiklabel, Platzierungen, Wochen, Auszeichnungen, Anmerkungen) | Höchstplatzierung, Gesamtwochen, AuszeichnungChartplatzierungen (Jahr, Titel, Musiklabel, Platzierungen, Wochen, Auszeichnungen, Anmerkungen) | Anmerkungen                                                | [↑]: gemeinsam behandelt mit vorhergehendem Eintrag; [←]: in beiden Charts platziert |
| Jahr | Titel Musiklabel                                                    | DE | AT | CH | UK | US | IE | Anmerkungen                                                |                                                                                      |
| ---- | ------------------------------------------------------------------- | --- | --- | --- | --- | --- | --- | ---------------------------------------------------------- | ------------------------------------------------------------------------------------ |
| 2019 | Without Fear Island Records (UMG)                                   | DE11 (4 Wo.)DE | AT33 (1 Wo.)AT | CH18 Platin · (5 Wo.)CH | UK1 Platin · (125 Wo.)UK | US18 (2 Wo.)US | IE1 (236 Wo.)IE | Erstveröffentlichung: 4. Oktober 2019 Verkäufe: + 427.500  |                                                                                      |
| 2022 | Sonder Island Records (UMG)                                         | DE22 (3 Wo.)DE | AT28 (3 Wo.)AT | CH18 (3 Wo.)CH | UK1 Gold · (13 Wo.)UK | US74 (1 Wo.)US | IE1 (75 Wo.)IE | Erstveröffentlichung: 4. November 2022 Verkäufe: + 140.000 |                                                                                      |
| 2023 | Sonder 2023 Island Records (UMG)[DE: ↑][AT: ↑][CH: ↑][UK: ↑][US: ↑] | DE22 (3 Wo.)DE | AT28 (3 Wo.)AT | CH18 (3 Wo.)CH | UK1 Gold · (13 Wo.)UK | US74 (1 Wo.)US | IE32 (1 Wo.)IE | Neuauflage: 2. Juni 2023                                   |                                                                                      |

### Kompilationen
| Jahr | Titel Musiklabel                    | Höchstplatzierung, Gesamtwochen, AuszeichnungChartplatzierungen (Jahr, Titel, Musiklabel, Platzierungen, Wochen, Auszeichnungen, Anmerkungen) | Höchstplatzierung, Gesamtwochen, AuszeichnungChartplatzierungen (Jahr, Titel, Musiklabel, Platzierungen, Wochen, Auszeichnungen, Anmerkungen) | Höchstplatzierung, Gesamtwochen, AuszeichnungChartplatzierungen (Jahr, Titel, Musiklabel, Platzierungen, Wochen, Auszeichnungen, Anmerkungen) | Höchstplatzierung, Gesamtwochen, AuszeichnungChartplatzierungen (Jahr, Titel, Musiklabel, Platzierungen, Wochen, Auszeichnungen, Anmerkungen) | Höchstplatzierung, Gesamtwochen, AuszeichnungChartplatzierungen (Jahr, Titel, Musiklabel, Platzierungen, Wochen, Auszeichnungen, Anmerkungen) | Höchstplatzierung, Gesamtwochen, AuszeichnungChartplatzierungen (Jahr, Titel, Musiklabel, Platzierungen, Wochen, Auszeichnungen, Anmerkungen) | Anmerkungen                                              |
| Jahr | Titel Musiklabel                    | DE | AT | CH | UK | US | IE | Anmerkungen                                              |
| ---- | ----------------------------------- | --- | --- | --- | --- | --- | --- | -------------------------------------------------------- |
| 2019 | Dermot Kennedy Island Records (UMG) | — | — | — | UK76 Gold · (1 Wo.)UK | — | IE4 (214 Wo.)IE | Erstveröffentlichung: 4. Januar 2019 Verkäufe: + 100.000 |

### EPs
| Jahr | Titel Musiklabel                                           | Anmerkungen                          |
| ---- | ---------------------------------------------------------- | ------------------------------------ |
| 2010 | Dancing Under Red Skies Eigenvertrieb                      | Erstveröffentlichung: 2010           |
| 2017 | Doves & Ravens Riggins Recording (RRL)                     | Erstveröffentlichung: 14. April 2017 |
| 2018 | Mike Dean Presents: Dermot Kennedy Riggins Recording (RRL) | Erstveröffentlichung: 6. April 2018  |
| 2018 | Keep the Evenings Long Island Records (UMG)                | Erstveröffentlichung: 21. April 2018 |
| 2020 | Lost in the Soft Light Island Records (UMG)                | Erstveröffentlichung: 24. April 2020 |
| 2024 | I’ve Told the Trees Everything Island Records (UMG)        | Erstveröffentlichung: 15. März 2024  |

## Singles

### Als Leadmusiker
| Jahr | Titel Album                                                | Höchstplatzierung, Gesamtwochen, AuszeichnungChartplatzierungen (Jahr, Titel, Album, Platzierungen, Wochen, Auszeichnungen, Anmerkungen) | Höchstplatzierung, Gesamtwochen, AuszeichnungChartplatzierungen (Jahr, Titel, Album, Platzierungen, Wochen, Auszeichnungen, Anmerkungen) | Höchstplatzierung, Gesamtwochen, AuszeichnungChartplatzierungen (Jahr, Titel, Album, Platzierungen, Wochen, Auszeichnungen, Anmerkungen) | Höchstplatzierung, Gesamtwochen, AuszeichnungChartplatzierungen (Jahr, Titel, Album, Platzierungen, Wochen, Auszeichnungen, Anmerkungen) | Höchstplatzierung, Gesamtwochen, AuszeichnungChartplatzierungen (Jahr, Titel, Album, Platzierungen, Wochen, Auszeichnungen, Anmerkungen) | Höchstplatzierung, Gesamtwochen, AuszeichnungChartplatzierungen (Jahr, Titel, Album, Platzierungen, Wochen, Auszeichnungen, Anmerkungen) | Anmerkungen                                                                         |
| Jahr | Titel Album                                                | DE | AT | CH | UK | US | IE | Anmerkungen                                                                         |
| --- | ---------------------------------------------------------- | --- | --- | --- | --- | --- | --- | ----------------------------------------------------------------------------------- |
| 2017 | Moments Passed Without Fear                                | — | — | — | — | — | — | Erstveröffentlichung: 19. September 2017                                            |
| 2018 | Young & Free Without Fear                                  | — | — | — | — | — | IE82 (2 Wo.)IE | Erstveröffentlichung: 11. Mai 2018                                                  |
| 2018 | Power over Me Without Fear                                 | DE37 Gold · (13 Wo.)DE | AT34 Platin · (11 Wo.)AT | CH29 ×2Doppelplatin · (25 Wo.)CH | UK27 Platin · (15 Wo.)UK | US— GoldUS | IE11 ×3Dreifachplatin · (94 Wo.)IE | Erstveröffentlichung: 16. Oktober 2018 Verkäufe: + 1.985.000                        |
| 2019 | For Island Fires and Family Without Fear                   | — | — | — | — | — | IE36 (3 Wo.)IE | Erstveröffentlichung: 4. Januar 2019                                                |
| 2019 | Lost Without Fear                                          | — | — | — | UK— SilberUK | — | IE26 (17 Wo.)IE | Erstveröffentlichung: 6. Februar 2019 Verkäufe: + 275.000                           |
| 2019 | Outnumbered Without Fear                                   | DE45 Gold · (14 Wo.)DE | AT33 Platin · (12 Wo.)AT | CH20 Platin · (21 Wo.)CH | UK6 ×2Doppelplatin · (33 Wo.)UK | US— GoldUS | IE2 (132 Wo.)IE | Erstveröffentlichung: 13. Juni 2019 Verkäufe: + 2.360.000                           |
| 2020 | Resolution Songs for Australia (Sampler)                   | — | — | — | — | — | — | Erstveröffentlichung: 4. März 2020 Original: Matt Corby                             |
| 2020 | Giants Without Fear: The Complete Edition                  | DE45 Gold · (12 Wo.)DE | AT37 Platin · (11 Wo.)AT | CH23 Platin · (27 Wo.)CH | UK12 Platin · (28 Wo.)UK | — | IE1 (92 Wo.)IE | Erstveröffentlichung: 24. Juni 2020 Verkäufe: + 965.000                             |
| 2021 | Better Days Sonder                                         | DE— aDE | AT— GoldAT | — | UK16 Platin · (21 Wo.)UK | US— GoldUS | IE4 (68 Wo.)IE | Erstveröffentlichung: 28. Juli 2021 Verkäufe: + 1.265.000                           |
| 2022 | Something to Someone Sonder                                | — | — | — | UK44 Silber · (13 Wo.)UK | — | IE2 (28 Wo.)IE | Erstveröffentlichung: 5. Mai 2022 Verkäufe: + 240.000                               |
| 2022 | Kiss Me Sonder                                             | DE46 Gold · (17 Wo.)DE | AT35 Gold · (17 Wo.)AT | CH15 Gold · (25 Wo.)CH | UK15 Platin · (22 Wo.)UK | — | IE4 (43 Wo.)IE | Erstveröffentlichung: 23. September 2022 Verkäufe: + 1.220.000                      |
| 2022 | Driving Home for Christmas –                               | — | — | — | — | — | — | Erstveröffentlichung: 3. Oktober 2022 Original: Chris Rea                           |
| 2023 | Won’t Back Down Fast X (O.S.T.)                            | — | — | — | — | — | IE98 (1 Wo.)IE | Erstveröffentlichung: 4. Mai 2023 mit YoungBoy Never Broke Again & Bailey Zimmerman |
| 2023 | Sunday I’ve Told the Trees Everything                      | — | — | — | — | — | IE13 (5 Wo.)IE | Erstveröffentlichung: 20. Oktober 2023                                              |
| 2023 | Two Hearts I’ve Told the Trees Everything                  | — | — | — | — | — | IE33 (2 Wo.)IE | Erstveröffentlichung: 14. November 2023                                             |
| 2024 | Lucky I’ve Told the Trees Everything                       | — | — | — | — | — | IE37 (3 Wo.)IE | Erstveröffentlichung: 16. Februar 2024                                              |
| Folgende Lieder erschienen nicht als Single, wurden aber durch das Album zum Download und Streaming bereitgestellt und konnten somit eine Platzierung erlangen: |                                                            | | | | | | |                                                                                     |
| |                                                            | | | | | | |                                                                                     |
| 2019 | A Closeness Dermot Kennedy                                 | — | — | — | — | — | IE58 Platin · (9 Wo.)IE | Charteinstieg: 21. Juni 2019 Verkäufe: + 15.000                                     |
| 2019 | All My Friends Without Fear                                | — | — | — | UK89 Silber · (1 Wo.)UK | — | IE18 (18 Wo.)IE | Charteinstieg: 11. Oktober 2019 Verkäufe: + 240.000                                 |
| 2019 | Rome Without Fear                                          | — | — | — | UK— SilberUK | — | IE5 (14 Wo.)IE | Charteinstieg: 11. Oktober 2019 Verkäufe: + 200.000                                 |
| 2019 | What Have I Done Without Fear                              | — | — | — | — | — | IE6 (10 Wo.)IE | Charteinstieg: 11. Oktober 2019                                                     |
| 2020 | Days Like This Without Fear: The Complete Edition          | — | — | — | UK— SilberUK | — | IE21 (19 Wo.)IE | Charteinstieg: 13. November 2020 Verkäufe: + 235.000                                |
| 2020 | The Killer Was a Coward Without Fear: The Complete Edition | — | — | — | — | — | IE43 (1 Wo.)IE | Charteinstieg: 13. November 2020                                                    |
| 2022 | One Life Sonder                                            | — | — | — | UK91 (1 Wo.)UK | — | IE10 (10 Wo.)IE | Charteinstieg: 25. November 2022                                                    |
| 2022 | Any Love Sonder                                            | — | — | — | — | — | IE13 (1 Wo.)IE | Charteinstieg: 25. November 2022                                                    |
| 2023 | Don’t Forget Me Sonder 2023                                | — | — | — | — | — | IE9 (9 Wo.)IE | Charteinstieg: 16. Juni 2023                                                        |
| 2023 | Blossom Sonder                                             | — | — | — | — | — | IE40 (3 Wo.)IE | Charteinstieg: 30. Juni 2023                                                        |
| 2024 | Lessons I’ve Told the Trees Everything                     | — | — | — | — | — | IE37 (2 Wo.)IE | Charteinstieg: 22. März 2024                                                        |

### Als Gastmusiker
| Jahr | Titel Album                                                                | Höchstplatzierung, Gesamtwochen, AuszeichnungChartplatzierungen (Jahr, Titel, Album, Platzierungen, Wochen, Auszeichnungen, Anmerkungen) | Höchstplatzierung, Gesamtwochen, AuszeichnungChartplatzierungen (Jahr, Titel, Album, Platzierungen, Wochen, Auszeichnungen, Anmerkungen) | Höchstplatzierung, Gesamtwochen, AuszeichnungChartplatzierungen (Jahr, Titel, Album, Platzierungen, Wochen, Auszeichnungen, Anmerkungen) | Höchstplatzierung, Gesamtwochen, AuszeichnungChartplatzierungen (Jahr, Titel, Album, Platzierungen, Wochen, Auszeichnungen, Anmerkungen) | Höchstplatzierung, Gesamtwochen, AuszeichnungChartplatzierungen (Jahr, Titel, Album, Platzierungen, Wochen, Auszeichnungen, Anmerkungen) | Höchstplatzierung, Gesamtwochen, AuszeichnungChartplatzierungen (Jahr, Titel, Album, Platzierungen, Wochen, Auszeichnungen, Anmerkungen) | Anmerkungen |
| Jahr | Titel Album                                                                | DE | AT | CH | UK | US | IE | Anmerkungen |
| ---- | -------------------------------------------------------------------------- | --- | --- | --- | --- | --- | --- | --- |
| 2020 | Times Like These –                                                         | — | — | — | UK1 Silber · (8 Wo.)UK | — | — | Erstveröffentlichung: 23. April 2020 Verkäufe: + 200.000 als Teil der Live Lounge Allstars; Original: Foo Fighters |
| 2020 | Paradise Introducing Meduza                                                | DE14 Platin · (41 Wo.)DE | AT15 Platin · (31 Wo.)AT | CH14 (46 Wo.)CH | UK5 Platin · (30 Wo.)UK | US— PlatinUS | IE1 (72 Wo.)IE | Erstveröffentlichung: 30. Oktober 2020 Verkäufe: + 3.170.000; Meduza feat. Dermot Kennedy                          |
| 2020 | Power –                                                                    | — | — | — | — | US— GoldUS | — | Erstveröffentlichung: 19. November 2020 Verkäufe: + 500.000; Kevin Gates feat. Dermot Kennedy                      |
| 2020 | Don’t Cry The Resurrection                                                 | — | — | — | UK77 (1 Wo.)UK | — | IE25 (5 Wo.)IE | Erstveröffentlichung: 20. November 2020 Bugzy Malone feat. Dermot Kennedy                                          |
| 2021 | Dermot (See Yourself in My Eyes) Actual Life (April 14 – December 17 2020) | — | — | — | — | — | — | Erstveröffentlichung: 14. April 2021 Fred Again feat. Dermot Kennedy                                               |
| 2023 | Mike (Desert Island Duvet) –                                               | — | — | — | UK78 (1 Wo.)UK | — | IE44 (1 Wo.)IE | Erstveröffentlichung: 3. März 2023 The Streets feat. Fred Again & Dermot Kennedy                                   |

## Musikvideos
| Jahr | Titel                        | Regie                              |
| ---- | ---------------------------- | ---------------------------------- |
| 2014 | An Evening I Will Not Forget |                                    |
| 2017 | Moments Passed               | Nabil Elderkin                     |
| 2018 | Young & Free                 | Tobias Nathan                      |
| 2018 | Power over Me                | Courtney Phillips                  |
| 2019 | For Island Fires and Family  | Brendan Canty                      |
| 2019 | Lost                         | Dawit N.M.                         |
| 2019 | Outnumbered                  | Luke Monaghan                      |
| 2020 | Times Like These             |                                    |
| 2020 | Paradise                     | Jess Kohl                          |
| 2020 | Giants                       | Oriol Puig                         |
| 2020 | Power                        | E. Buckles                         |
| 2022 | Dreamer                      |                                    |
| 2022 | Kiss Me                      | Camille Dauteuille, Clement Dozier |
| 2023 | Mike (Desert Island Duvet)   |                                    |
| 2023 | Won’t Back Down              |                                    |

## Sonderveröffentlichungen

### Alben
| Jahr | Titel Musiklabel                        | Anmerkungen                                                   |
| ---- | --------------------------------------- | ------------------------------------------------------------- |
| 2018 | Spotify Singles Riggins Recording (RRL) | Erstveröffentlichung: 8. August 2018 Vertrieb nur bei Spotify |
| 2021 | History Island Records (UMG)            | Erstveröffentlichung: 19. März 2021 Mini-Kompilation          |
| 2022 | Songs of Sonder Island Records (UMG)    | Erstveröffentlichung: 29. Juni 2022 Teilauszug aus Sonder     |

### Lieder
| Jahr | Titel Album                                                                 | Anmerkungen                                                                             |
| ---- | --------------------------------------------------------------------------- | --------------------------------------------------------------------------------------- |
| 2021 | Paradise Introducing Meduza                                                 | Erstveröffentlichung: 25. Februar 2021 Meduza feat. Dermot Kennedy                      |
| 2021 | Dermot (See Yourself in My Eyes) Actual Life (April 14 – December 17 2020)  | Erstveröffentlichung: 15. April 2021 Fred Again feat. Dermot Kennedy                    |
| 2021 | Don’t Cry The Resurrection                                                  | Erstveröffentlichung: 28. Mai 2021 Bugzy Malone feat. Dermot Kennedy                    |
| 2022 | Berwyn (All That I Got Is You) Actual Life 3 (January 1 – September 9 2022) | Erstveröffentlichung: 2. November 2022 Fred Again feat. Berwyn, Guante & Dermot Kennedy |

| Jahr | Titel Album                                  | Anmerkungen                                               |
| ---- | -------------------------------------------- | --------------------------------------------------------- |
| 2020 | Resolution Songs for Australia               | Erstveröffentlichung: 13. März 2020 Original: Matt Corby  |
| 2021 | Nothing Else Matters The Metallica Blacklist | Erstveröffentlichung: 1. Oktober 2021 Original: Metallica |

| Jahr | Titel Soundtrack                  | Anmerkungen                                                                          |
| ---- | --------------------------------- | ------------------------------------------------------------------------------------ |
| 2023 | Won’t Back Down Fast & Furious 10 | Erstveröffentlichung: 19. Mai 2023 mit YoungBoy Never Broke Again & Bailey Zimmerman |

## Promoveröffentlichungen
Promo-Singles

| Jahr | Titel Album                                            | Höchstplatzierung, Gesamtwochen, AuszeichnungChartplatzierungen (Jahr, Titel, Album, Platzierungen, Wochen, Auszeichnungen, Anmerkungen) | Höchstplatzierung, Gesamtwochen, AuszeichnungChartplatzierungen (Jahr, Titel, Album, Platzierungen, Wochen, Auszeichnungen, Anmerkungen) | Höchstplatzierung, Gesamtwochen, AuszeichnungChartplatzierungen (Jahr, Titel, Album, Platzierungen, Wochen, Auszeichnungen, Anmerkungen) | Höchstplatzierung, Gesamtwochen, AuszeichnungChartplatzierungen (Jahr, Titel, Album, Platzierungen, Wochen, Auszeichnungen, Anmerkungen) | Höchstplatzierung, Gesamtwochen, AuszeichnungChartplatzierungen (Jahr, Titel, Album, Platzierungen, Wochen, Auszeichnungen, Anmerkungen) | Höchstplatzierung, Gesamtwochen, AuszeichnungChartplatzierungen (Jahr, Titel, Album, Platzierungen, Wochen, Auszeichnungen, Anmerkungen) | Anmerkungen                                                        |
| Jahr | Titel Album                                            | DE | AT | CH | UK | US | IE | Anmerkungen                                                        |
| ---- | ------------------------------------------------------ | --- | --- | --- | --- | --- | --- | ------------------------------------------------------------------ |
| 2015 | An Evening I Will Not Forget Without Fear              | — | — | — | — | — | — | Erstveröffentlichung: 18. November 2015                            |
| 2016 | Shelter Dermot Kennedy                                 | — | — | — | — | — | — | Erstveröffentlichung: 12. Februar 2016                             |
| 2016 | After Rain Dermot Kennedy                              | — | — | — | — | — | — | Erstveröffentlichung: 1. April 2016                                |
| 2017 | Glory Without Fear (Deluxe Edition Digipack)           | — | — | — | — | — | IE83 Platin · (5 Wo.)IE | Erstveröffentlichung: 2017 Verkäufe: + 15.000                      |
| 2021 | Nothing Else Matters The Metallica Blacklist (Sampler) | — | — | — | — | — | — | Erstveröffentlichung: 10. September 2021 Original: Metallica       |
| 2022 | Dreamer Sonder                                         | — | — | — | — | — | IE20 (5 Wo.)IE | Erstveröffentlichung: 29. Juni 2022                                |
| 2022 | Innocence and Sadness Sonder                           | — | — | — | — | — | IE12 (10 Wo.)IE | Erstveröffentlichung: 7. Oktober 2022 Teil der „Dolby-Atmos“-Reihe |

## Statistik

### Chartauswertung
|                     | DE    | AT    | CH    | UK    | US    | IE    |
| ------------------- | ----- | ----- | ----- | ----- | ----- | ----- |
| Nummer-eins-Alben   | DE—DE | AT—AT | CH—CH | UK2UK | US—US | IE2IE |
| Top-10-Alben        | DE—DE | AT—AT | CH—CH | UK2UK | US—US | IE3IE |
| Alben in den Charts | DE2DE | AT2AT | CH2CH | UK3UK | US2US | IE4IE |

|                       | DE    | AT    | CH    | UK     | US    | IE     |
| --------------------- | ----- | ----- | ----- | ------ | ----- | ------ |
| Nummer-eins-Singles   | DE—DE | AT—AT | CH—CH | UK1UK  | US—US | IE2IE  |
| Top-10-Singles        | DE—DE | AT—AT | CH—CH | UK3UK  | US—US | IE10IE |
| Singles in den Charts | DE5DE | AT5AT | CH5CH | UK12UK | US—US | IE30IE |

### Auszeichnungen für Musikverkäufe
| Goldene Schallplatte - Australien - 2023: für die Single Giants - 2023: für das Lied Days Like This - 2024: für die Single Lost - Belgien - 2019: für die Single Power over Me - 2021: für die Single Paradise - Brasilien - 2024: für die Single Outnumbered - Dänemark - 2023: für das Album Without Fear - 2024: für die Single Kiss Me - Frankreich - 2019: für die Single Power over Me - 2022: für die Single Paradise - Griechenland - 2021: für die Single Paradise - Kanada - 2021: für die Single Giants - 2022: für die Single Lost - 2022: für die Single Moments Passed - 2022: für das Lied All My Friends - 2025: für die Single Something to Someone - Neuseeland - 2023: für das Album Without Fear - Polen - 2023: für das Album Without Fear - Schweden - 2019: für die Single Power over Me - 2021: für die Single Giants | Platin-Schallplatte - Australien - 2021: für die Single Paradise - 2024: für die Single Better Days - Dänemark - 2021: für die Single Power over Me - 2022: für die Single Paradise - 2023: für die Single Outnumbered - Frankreich - 2024: für die Single Kiss Me - Italien - 2021: für die Single Paradise - Kanada - 2022: für das Album Without Fear - 2025: für die Single Better Days - Polen - 2021: für die Single Power over Me - 2024: für die Single Kiss Me - Portugal - 2021: für die Single Paradise - 2022: für die Single Power over Me - Schweden - 2022: für die Single Paradise - Spanien - 2025: für die Single Paradise | 2× Platin-Schallplatte - Australien - 2023: für die Single Outnumbered - Brasilien - 2024: für die Single Power over Me - Kanada - 2021: für die Single Power over Me - 2022: für die Single Outnumbered - Polen - 2021: für die Single Paradise 3× Platin-Schallplatte - Kanada - 2023: für die Single Paradise 2× Diamantene Schallplatte - Brasilien - 2024: für die Single Paradise |

Anmerkung: Auszeichnungen in Ländern aus den Charttabellen bzw. Chartboxen sind in ebendiesen zu finden.
| Land/RegionAuszeichnungen für Musikverkäufe (Land/Region, Auszeichnungen, Verkäufe, Quellen) | Silber     | Gold       | Platin       | Diamant     | Verkäufe  | Quellen              |
| -------------------------------------------------------------------------------------------- | ---------- | ---------- | ------------ | ----------- | --------- | -------------------- |
| Australien (ARIA)                                                                            | —          | 3× Gold3   | 4× Platin4   | —           | 385.000   | aria.com.au          |
| Belgien (BRMA)                                                                               | —          | 2× Gold2   | —            | —           | 40.000    | ultratop.be          |
| Brasilien (PMB)                                                                              | —          | Gold1      | 2× Platin2   | 2× Diamant2 | 440.000   | pro-musicabr.org.br  |
| Dänemark (IFPI)                                                                              | —          | 2× Gold2   | 3× Platin3   | —           | 325.000   | ifpi.dk              |
| Deutschland (BVMI)                                                                           | —          | 4× Gold4   | Platin1      | —           | 1.300.000 | musikindustrie.de    |
| Frankreich (SNEP)                                                                            | —          | 2× Gold2   | Platin1      | —           | 400.000   | snepmusique.com      |
| Griechenland (IFPI)                                                                          | —          | Gold1      | —            | —           | 10.000    | Einzelnachweise      |
| Irland (IRMA)                                                                                | —          | —          | 5× Platin5   | —           | 75.000    | twitter.com          |
| Italien (FIMI)                                                                               | —          | —          | Platin1      | —           | 70.000    | fimi.it              |
| Kanada (MC)                                                                                  | —          | 5× Gold5   | 9× Platin9   | —           | 920.000   | musiccanada.com      |
| Neuseeland (RMNZ)                                                                            | —          | Gold1      | —            | —           | 7.500     | radioscope.co.nz     |
| Österreich (IFPI)                                                                            | —          | 2× Gold2   | 4× Platin4   | —           | 150.000   | ifpi.at              |
| Polen (ZPAV)                                                                                 | —          | Gold1      | 4× Platin4   | —           | 210.000   | olis.pl              |
| Portugal (AFP)                                                                               | —          | —          | 2× Platin2   | —           | 20.000    | Einzelnachweise      |
| Schweden (IFPI)                                                                              | —          | 2× Gold2   | Platin1      | —           | 160.000   | sverigetopplistan.se |
| Schweiz (IFPI)                                                                               | —          | Gold1      | 5× Platin5   | —           | 110.000   | hitparade.ch CH2     |
| Spanien (Promusicae)                                                                         | —          | —          | Platin1      | —           | 60.000    | elportaldemusica.es  |
| Vereinigte Staaten (RIAA)                                                                    | —          | 4× Gold4   | Platin1      | —           | 3.000.000 | riaa.com             |
| Vereinigtes Königreich (BPI)                                                                 | 6× Silber6 | 2× Gold2   | 8× Platin8   | —           | 5.900.000 | bpi.co.uk            |
| Insgesamt                                                                                    | 6× Silber6 | 33× Gold33 | 52× Platin52 | 2× Diamant2 |           |                      |